# اچادا فورنا
اچادا فورنا (به لاتین: Achada Furna) یک روستا در کیپ ورد است که در fogo واقع شده‌است.